# Smyczyna
Smyczyna [pronunciación en polaco: /smɨˈt͡ʂɨna/] es un pueblo ubicado en el distrito administrativo de Gmina Lipno, dentro del Distrito de Leszno, Voivodato de Gran Polonia, en el oeste de Polonia central. Se encuentra aproximadamente a 4 kilómetros al noroeste de Lipno, a 10 kilómetros al norte de Leszno, y a 59 kilómetros al suroeste de la capital regional Poznań.